# Bismarckgrotte bei Rinnenbrunn
Die Bismarckgrotte ist eine natürliche Karsthöhle bei Rinnenbrunn. Sie liegt auf dem Gebiet der Oberpfälzer Gemeinde Hirschbach im Landkreis Amberg-Sulzbach in Bayern.

## Beschreibung
Die Bismarckgrotte ist eine Durchgangshöhle am Steinberg nahe dem ehemaligen Forsthaus Rinnenbrunn. Sie wird auch „Bismarckschacht“ genannt (Der Nordeingang trug den Namen Bismarckschacht bis zur Entdeckung der Verbindung zwischen dem heutigen Süd- und dem Nordeingang). Die Gesamtganglänge der Höhle beträgt etwa 1200 Meter bei einer Gesamttiefe von etwa 52 Metern (gemessen vom Südschacht). Sie ist eine der größten Höhlen der Fränkischen Schweiz.
Die Höhle ist ein stark zerklüftetes, weit verzweigtes und in mehreren Etagen ausgebildetes Spaltengangsystem im Dolomit mit hallen- und kammerartigen Raumerweiterungen.
Es gibt zwei Einstiegsschächte. Der südliche Eingang wird wegen seines spiralförmigen Verlaufs auch „Korkenzieher“ genannt.
In der Höhle dominieren Kolke, Laugendeckenreste und Verbruch. Die Hauptkluftrichtung ist NNW-SSO.
Man findet nur in den oberen Teilen der Höhle Tropfsteine und Sinterbildungen.
Die Entstehungsgeschichte der Höhle und die Erzablagerungen sind nicht vollständig geklärt.
Im Höhlenkataster Fränkische Alb (HFA) wird die Bismarckgrotte mit der Katasternummer A 25 geführt.

## Geschichte

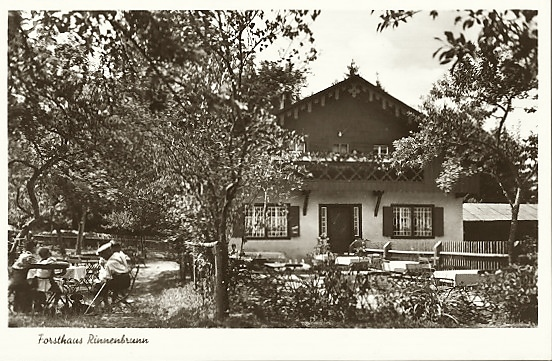
Ehemaliges Forsthaus Rinnenbrunn

Die Höhle wurde 1890 durch Forstpersonal entdeckt und auch teilweise mit Steiganlagen erschlossen.
Die Namensgebung erfolgte 1891 durch den Förster Reichel. 1903 wurde die Höhle durch Adalbert Neischl erstmals und 1958 vom Speläoclub Sulzbach-Rosenberg vermessen.
1910 wurde die Verbindung zwischen Nord- und Südeingang und 1958 ein weiterer Schacht, der 15 Meter tiefe Steinbergschacht A 25a, entdeckt. Dieser hat zwar keine direkte Verbindung zur Bismarckgrotte, ist aber dem System morphologisch zuzuordnen.
Bei Ausgrabungen im Jahre 1966 wurden vorgeschichtliche Artefakte gefunden. Diese belegen die Vermutung, dass der Nordschacht auch als Bestattungsstätte oder Opferstätte genutzt wurde.
1972 wurde die Erzhalle mit reichhaltigen Sintervorkommen entdeckt.
In den Blickpunkt der Öffentlichkeit gelangte die Bismarckgrotte im Jahre 1910 durch die Rettung von zwei verirrten Nürnberger Höhlenforschern.
Eine Suche im Jahre 1958 nach dem Göringschatz, der dort vermutet wurde, verlief  erfolglos.

## Zugang

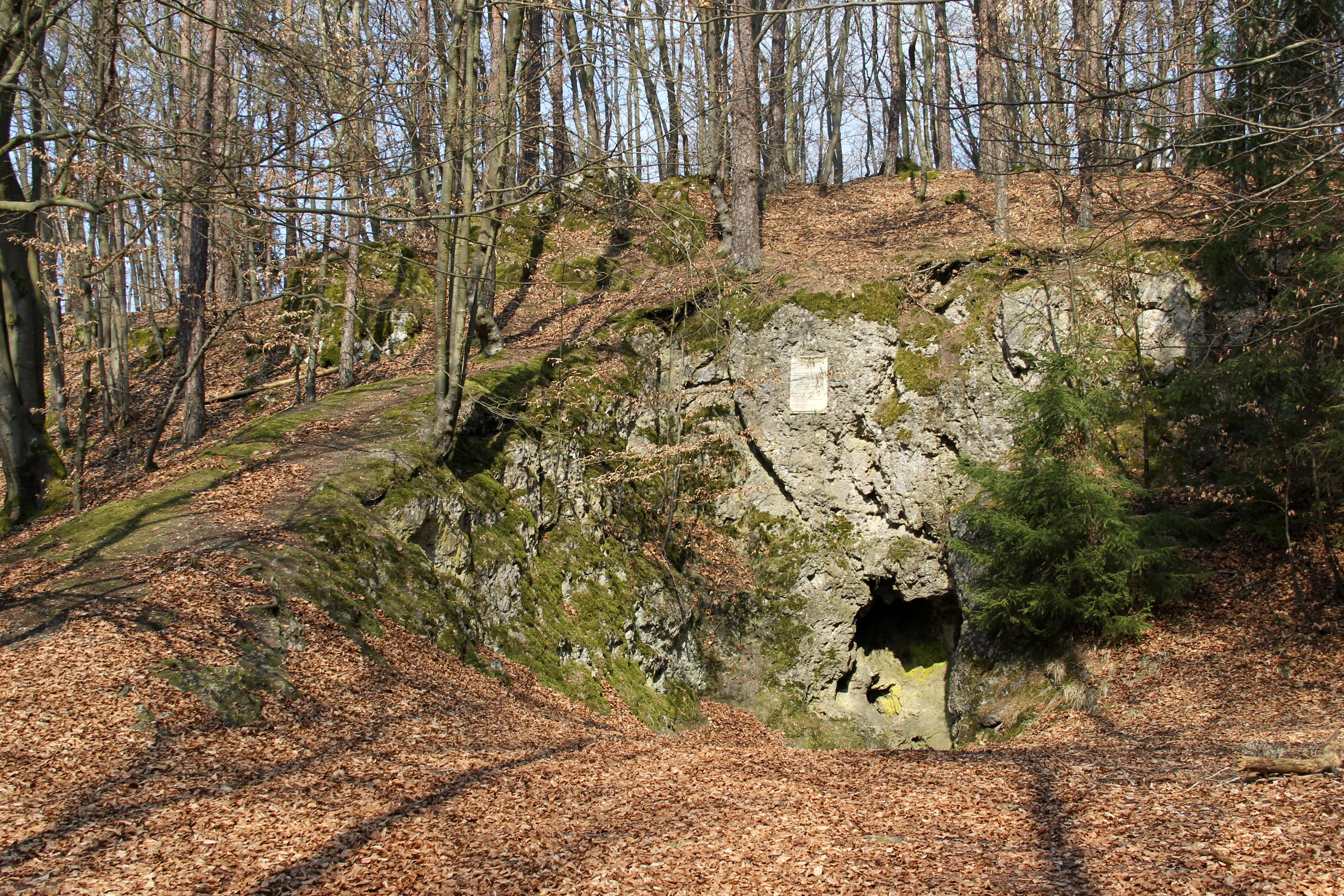
Südeingang mit Vorplatz

Die Bismarckgrotte ist frei zugänglich. Aufgrund des Höhlenschutzes und der dort überwinternden Fledermäuse ist sie von Oktober bis April verschlossen.
Hundert Jahre Befahrung der Höhle haben ihre Spuren hinterlassen und sie deutlich beschädigt.
Die Höhle soll wegen der Verzweigungen und einiger anspruchsvoller Kletterstellen nur in Begleitung Höhlenkundiger und mit entsprechender Ausrüstung besucht werden. In der Regel erfolgt eine Befahrung der Höhle vom Südschacht aus. Ist man etwa 20 Meter abgestiegen, kommt man in eine Sedimenthalle. Über eine abschüssige Röhre, Engstellen und Schlufe gelangt man in die „Gotischen Gänge“, anschließend in den größten Raum der Höhle nahe dem Nordeingang. Der Raum ist etwa 45 Meter lang, 10 Meter breit und bis zu 15 Meter hoch. Von dort aus kann man weitere Teile der Höhle erkunden, die jedoch zum Teil sehr eng sind.
In der Nähe befindet sich am ehemaligen Forsthaus Rinnenbrunn ein Parkplatz, der über geschotterte Zufahrtsstraßen von Achtel und Finstermühle aus zu erreichen ist. Das Forsthaus war ein beliebtes Ausflugsziel und bis in die Mitte des 20. Jahrhunderts bewirtschaftet.